# La Rochelle
La Rochelle város Franciaország nyugati részén, Új-Aquitania régióban, Charente-Maritime megye székhelye.
Az „Atlanti-partvidék gyöngyének” is nevezett város az egyik legnagyobb történelmi múltú, legtöbb műemléket befogadó település a Loire torkolatától délre. Az egykori történelmi tartomány, Aunis központja volt. Fontos kikötő, jelentős ipari, kereskedelmi központ és a környező üdülővidék székvárosa.

## Története
La Rochelle kikötőjébe a 11. század óta járnak az angol partokról a kereskedők borért és sóért. Aquitániai Eleonórától kapott 1199-ben városi jogot, s ettől kezdve gyorsan fejlődött, egészen a vallásháborúk koráig. Ezekben az évszázadokban azonban a harcok központjába került, ugyanis a hugenotta szervezet egyik központja volt, 1568-ban itt ülésezett a protestáns zsinat, amelyen akkor még protestánsként részt vett a későbbi IV. Henrik is, itt fogadták el a franciaországi protestáns egyházak alapokmányát. 1573-ban Anjou Henrik herceg, a későbbi III. Henrik király hatalmas sereggel vette ostrom alá a várost, éppen annak az olasz mérnöknek a vezetésével, aki korábban a védműveket építette. Hat hónapig tartott az ostrom; a küzdelemben a város asszonyai, leányai is részt vettek. A herceg 20 000 embert vesztett; végül kénytelen volt  visszavonulni.
1627-ben azután a katolikus királyi sereg Richelieu bíboros vezetésével vette ismét ostrom alá a várost. Richelieu gáttal záratta el La Rochelle-t a tengertől, ezzel elvágva a védőket az utánpótlás lehetőségétől, ráadásul a gátról is állandó tűz alatt tartották a védőket. A több hónapos ostrom végét alig ötezren érték meg a 23 000 lakosból. La Rochelle azonban feltámadt romjaiból, ismét kereskedelmi központ lett, ahol a gyarmatokról érkezett árut – nemegyszer afrikai fekete rabszolgákat is – raktak ki. A 19. században innen indultak a rabok a gyarmati fegyenctelepekre. A város neve még egyszer bekerült a hatalom ellen lázadók történetébe, 1822-ben az itt állomásozó 45. gyalogezred négy őrmesterét királyellenes lázadás gyanújával fogták perbe. A négy La Rochelle-i őrmesternek kis szerepe volt az összeesküvő Carbonari mozgalomban. A királyi bíróság azonban példát akart statuálni, s a négy altisztet Párizsban lefejezték. Az országos visszhangot keltett ügy megerősítette a restauráció elleni mozgalmakat.

## Demográfia
| Év   | Lakosság |
| ---- | -------- |
| 1821 | 12 327   |
| 1831 | 14 629   |
| 1836 | 14 857   |
| 1841 | 16 720   |
| 1846 | 17 465   |
| 1851 | 16 507   |
| 1856 | 16 175   |
| 1861 | 18 904   |

| Év   | Lakosság |
| ---- | -------- |
| 1866 | 18 710   |
| 1872 | 19 506   |
| 1876 | 19 583   |
| 1881 | 22 464   |
| 1886 | 23 829   |
| 1891 | 26 808   |
| 1896 | 28 376   |
| 1901 | 31 559   |

| Év   | Lakosság |
| ---- | -------- |
| 1906 | 33 858   |
| 1911 | 36 371   |
| 1921 | 39 770   |
| 1926 | 41 521   |
| 1931 | 45 043   |
| 1936 | 47 737   |
| 1945 | 48 923   |
| 1954 | 58 799   |

| Év   | Lakosság |
| ---- | -------- |
| 1962 | 66 590   |
| 1968 | 73 347   |
| 1975 | 75 367   |
| 1982 | 75 840   |
| 1990 | 71 094   |
| 1999 | 76 584   |
| 2004 | 76 584   |

## Látnivalók
- Le Vieux Port – a régi kikötő, melynek alakja nagyjából téglalap formájú, északi partján található a quai Duperré, kávéházakkal, éttermekkel, emléktárgyüzletekkel zsúfolt negyede.
- Tour St-Nicolas – 42 méter magas torony a kikötő keleti oldalán. A 14. században épült erődítmény sarkait kerek tornyok övezik, középen erőteljes donjon magasodik. Volt börtön is, ma kis hajózási és várostörténeti múzeum.
- Tour de la Chaîne – a kikötő nyugati oldalán magasodik. Ez is a 14. században épült, de később átalakították. Itt tartották azt a hatalmas láncot, amelyet este átvezettek a szemben levő toronyhoz, hogy elzárja a kikötő bejáratát. Egy ideig lőporraktárnak is használták, ma a régi La Rochelle maketje tekinthető meg benne.
- Tour de Lanterne – fiatalabb a társainál egy évszázaddal, a tetején lévő világítótest jelezte a hajóknak a kikötő bejáratát. A 17-19. században ez is börtön volt, itt őrizték többek között a Carbonari szervezet elfogott tagjait. Sok rab bevéste nevét a vastag falakba, ezek ma is olvashatók. A második szint teraszáról szép a kilátás a városra és Ré szigetére.
- Musée Grévin – a panoptikum viaszfigurái La Rochelle történetének eseményeit, szereplőit eleveníti fel.
- France I. fregatt – a kikötő egy zártabb részén van örökre kikötve.
- La Ville en bois negyed – a faházak városának is nevezett negyed egykor a gyarmatárú-kereskedelem központja, s a hajójavító mesterek műhelyeinek székhelye volt. Ma itt van a Musée des automates, 300 régi zenélő automata, és a Musée des Modéles réduits, vasúti, hajó- és gépkocsimodellek kiállítása.
- Port des Minimes – jachtkikötő.
- Oceanográfiai múzeum
- Le quartier ancien – az óváros, valaha falak védték, ez volt a város kereskedelmi központja. Jelentősebb épületei:
  - az Hotel de la Bourse, az egykori tőzsde;
  - a korinthoszi oszlopokkal díszes Palais de Justice;
  - a loggiás reneszánsz palotácska, a Maison Henri II.;
  - a barokk főtemplom a Cathédrale St Louis;
  - a prefektura épülete;
  - a Jardin des plantes park, ahol a Muséum d’historie naturalle kettős épülete helyezkedik el.
  - Musée des Beaux-Arts, a szépművészeti múzeum az egykori püspöki palotában kapott helyet;
  - Musée du Nouveau Monde, ahol régi térképeket, az amerikai kontinenssel folytatott kereskedelem emlékeit mutatják be.
  - Musée d’Orbigny, múzeum helytörténeti anyaggal és kerámia-kiállítással.
- Porte de la Grosse Horloge – a városkapu kettős átjárója, felette egy 18. századi toronyban nagy órát helyeztek el.
- Hotel de ville – a városháza, melynek egy része a 15. században épült, reneszánsz főhomlokzata IV. Henrik uralkodása idejéből származik
- Église St-Saveur – 17. századi templom, tornya két évszázaddal idősebb.
- Temple protestant – 18. századi templom, kis protestáns múzeummal.
- A város határában található három kilométeres híd, amely a kontinenst köti össze Ré szigetével.

## Oktatás
- La Rochelle Business School

## Képek

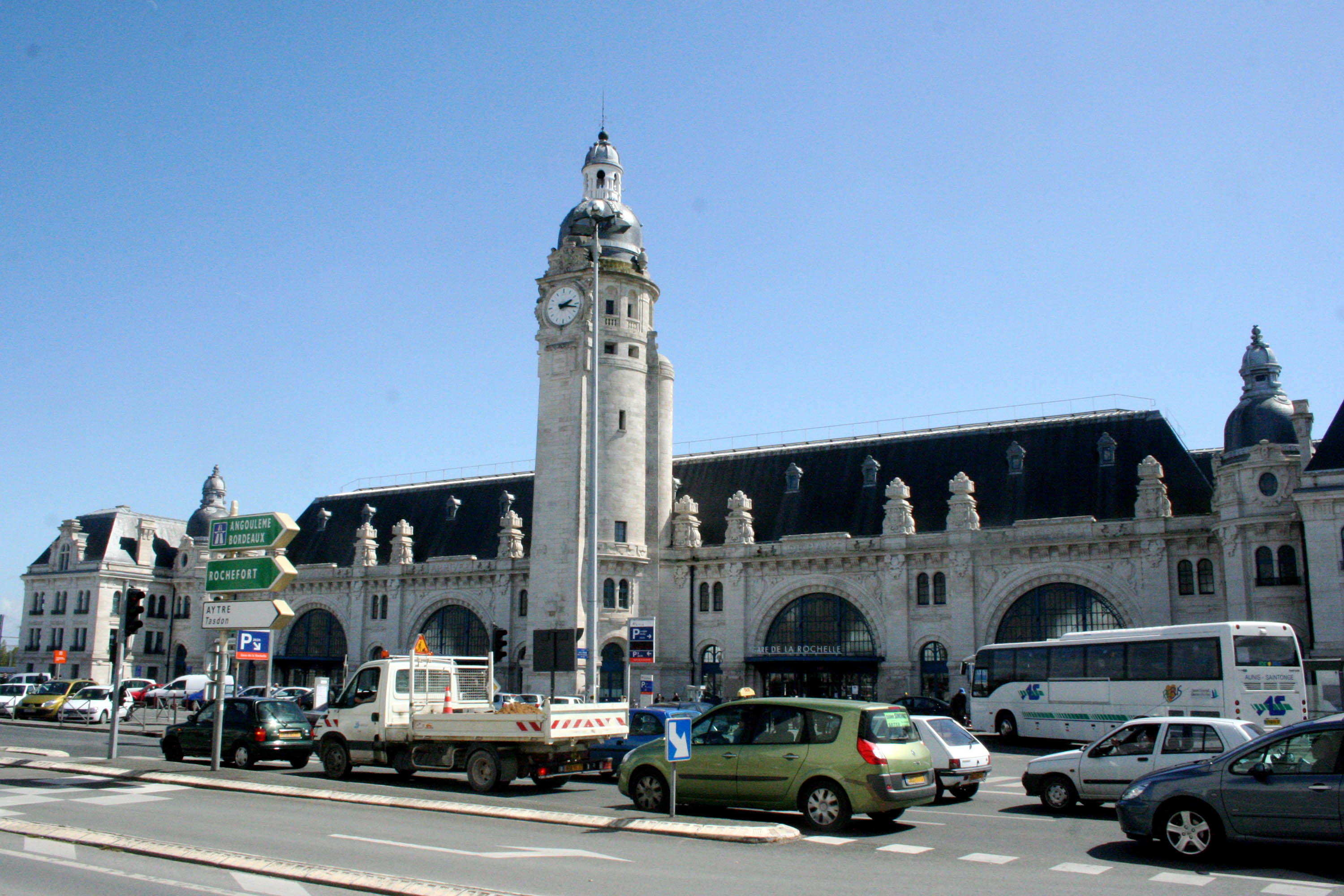
Vasútállomás
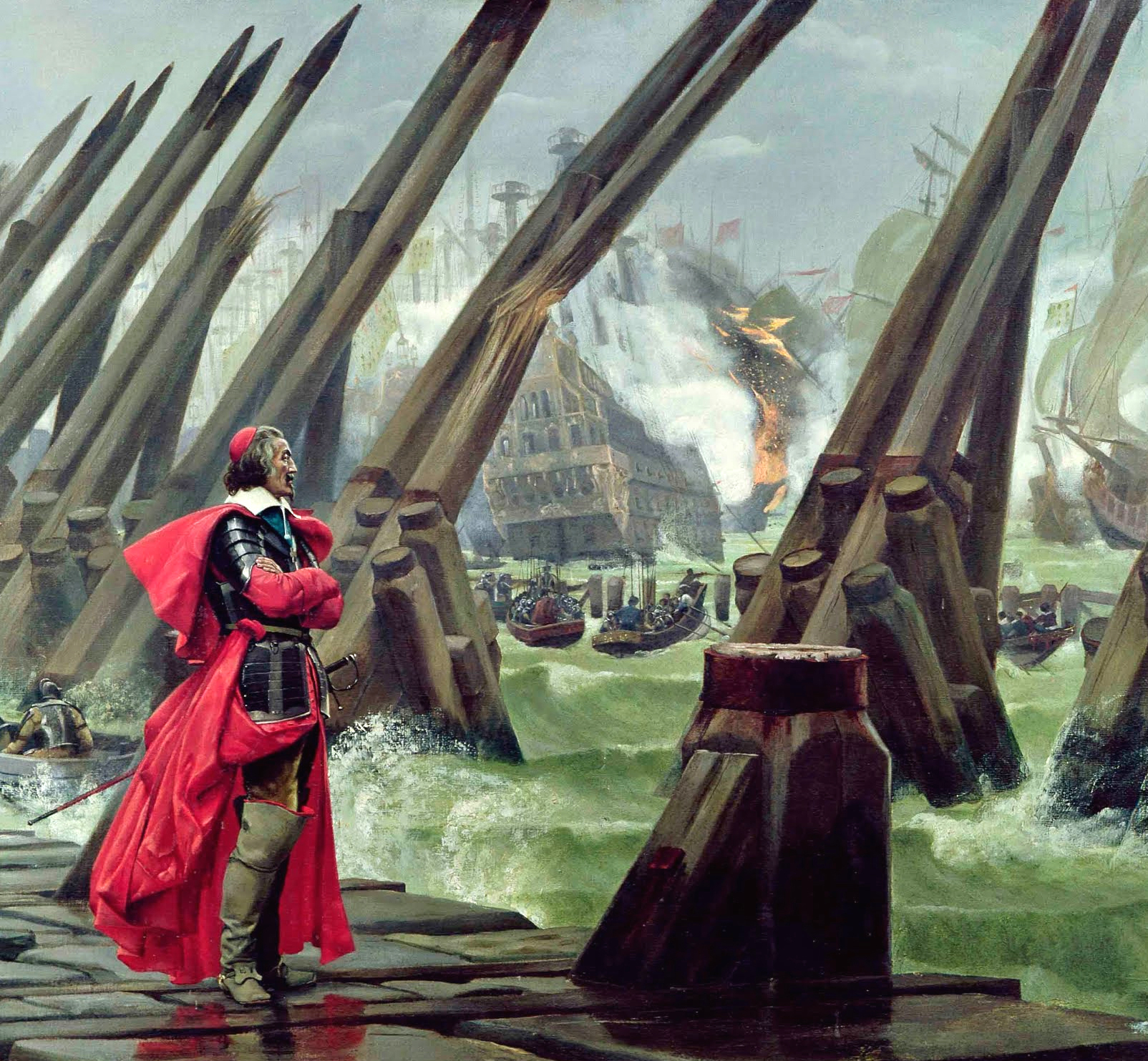
Henri Motte festménye, Richelieu bíboros La Rochelle ostrománál
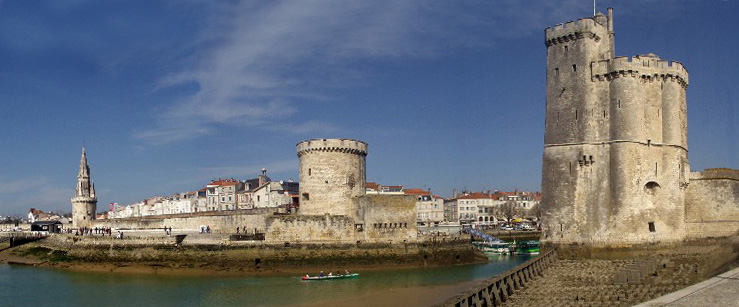
Le Vieux Port bejárata a három toronnyal, háttérben a Tour de Lanterne, középen a Tour de la Chaîne, valamint a Tour St-Nicolas
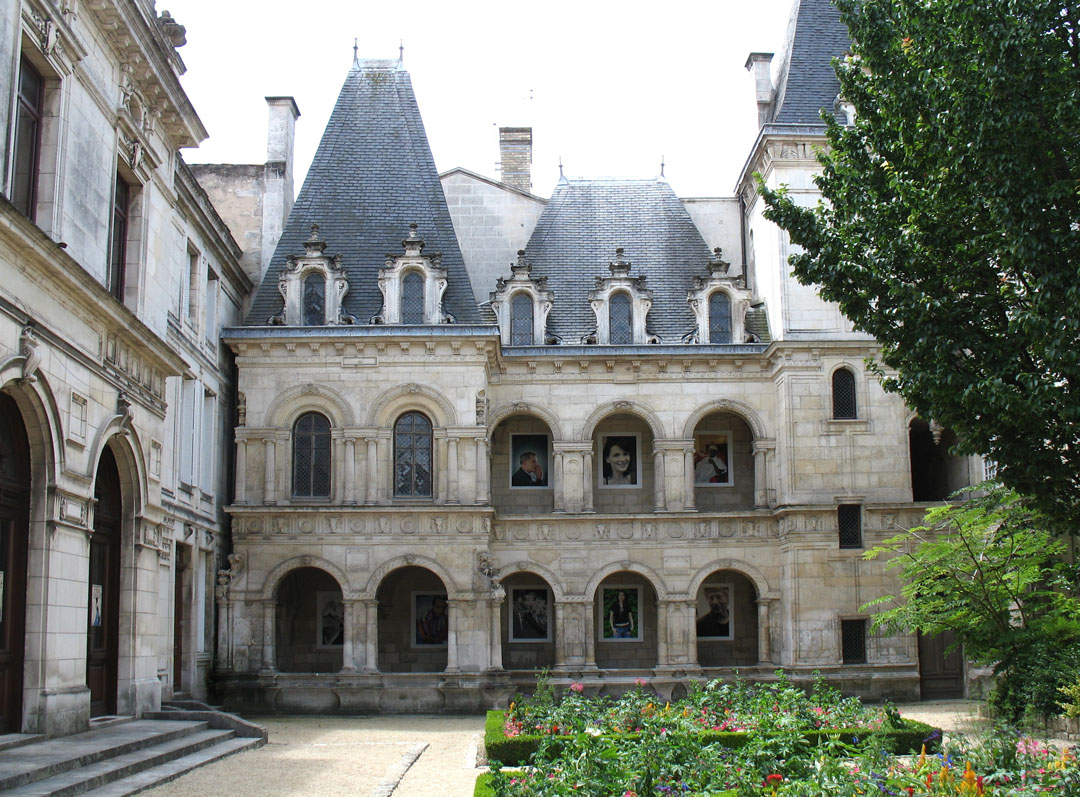
Maison Henri II
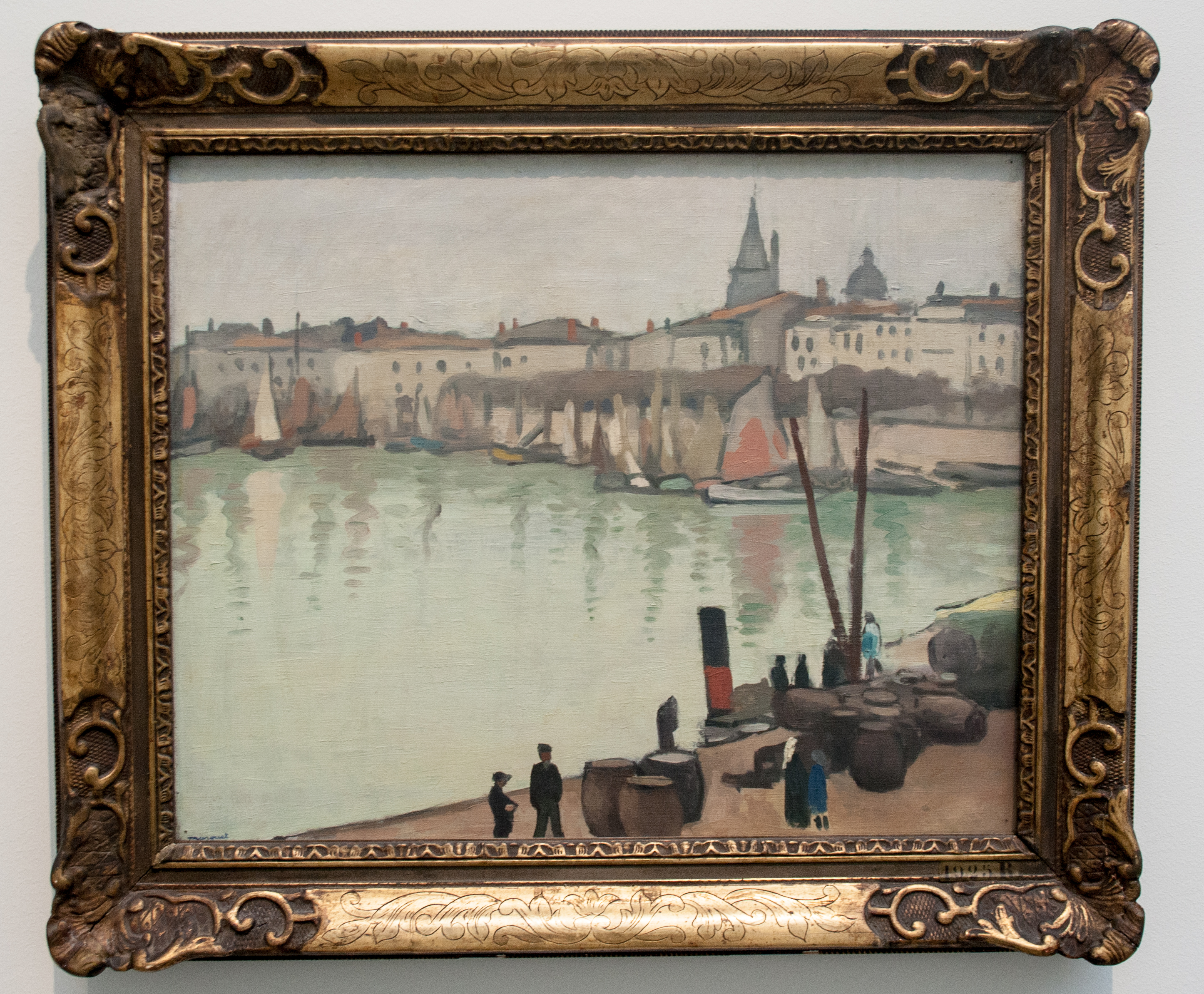
La Rochelle kikötője, Albert Marquet festménye

## Testvérvárosok
- Kína - Paotou
- Marokkó - Essaouira
- Németország - Lübeck
- USA - New Rochelle
- Oroszország - Petrozavodszk
- Izrael - Akko
- Kína - Csingtao
- Kína - Cepo